# Karol Chłapowski
Karol Bozenta Chłapowski herbu Dryja (ur. 22 listopada 1841 w Czerwonej Wsi, zm. 21 marca 1914 w Żegocinie) – polski szlachcic, dziennikarz. uczestnik powstania styczniowego, mąż Heleny Modrzejewskiej.

## Życiorys
Był synem Stanisława Teodora Marcina Chłapowskiego herbu Dryja (1796–1863) i Henryki Dzierżykraj Morawskiej herbu Drogosław II (1815–1863) oraz bratankiem gen. Dezyderego Chłapowskiego (1790–1879).
Studiował we Francji, lecz na wieść o wybuchu powstania styczniowego powrócił do kraju. Walczył m.in. pod dowództwem Mariana Langiewicza. Po upadku powstania został aresztowany przez Prusaków i spędził 20 miesięcy w więzieniach, m.in. w berlińskim Moabicie.
Pracował jako dziennikarz, m.in. pełniąc funkcję redaktora naczelnego krakowskiego dziennika Kraj (od 1869) oraz współredaktora warszawskiego dziennika Figaro. Próbował swoich sił również jako literat oraz tłumacz, był także zatrudniony w banku oraz towarzystwie ubezpieczeniowym.

Karol Chłapowski podczas pracy na farmie (1909)

W 1866 roku w Poznaniu poznał Helenę Modrzejewską, przebywającą tam na gościnnych występach. Dwa lata później, 12 września 1868 roku, para wzięła ślub w kościele św. Anny w Krakowie. W 1876 roku wraz z żoną oraz grupą przyjaciół (m.in. Henrykiem Sienkiewiczem) wyjechał do Stanów Zjednoczonych, gdzie prowadził farmę oraz towarzyszył Modrzejewskiej podczas jej występów, pełniąc funkcję impresaria. Był również członkiem Komitetu Centralnego Dobroczynności, utworzonego przez Związek Narodowy Polski w Ameryce, oraz nadzorował pracę nad biografią żony, tworzoną przez Mabel Collins. 

Po śmierci Modrzejewskiej w 1909 roku oraz sprowadzeniu jej ciała do Polski pozostał w kraju, zamieszkując u swojego brata, Józefa.
Został pochowany na cmentarzu Rakowickim w Krakowie.